# Walter Kaaden

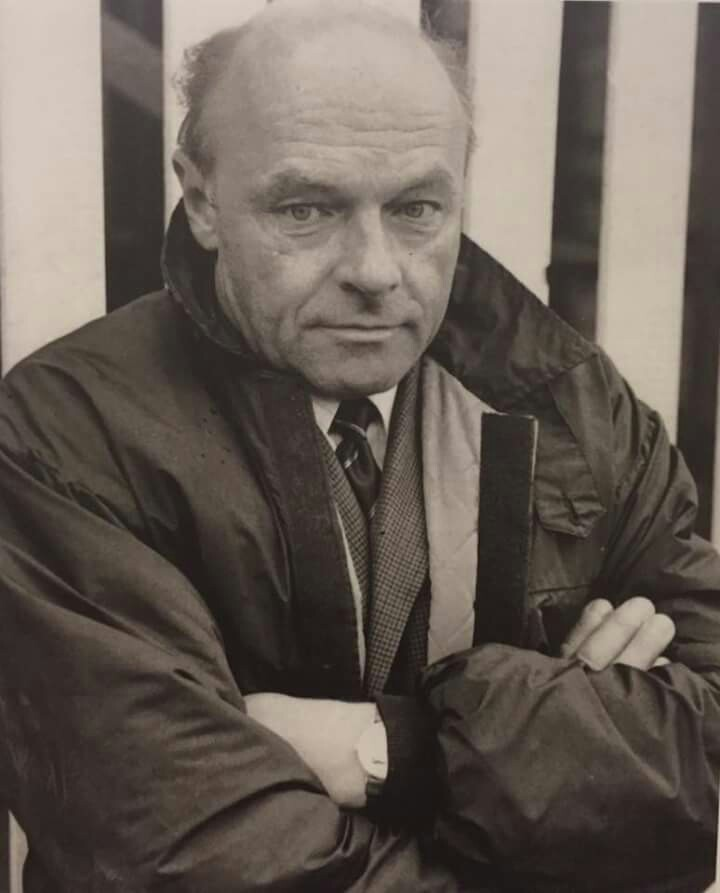
Walter Kaaden

Walter Kaaden (* 1. September 1919 in Pobershau; † 2. März 1996 in Thum) war ein deutscher Ingenieur. Kaaden perfektionierte die Resonanzaufladung bei Zweitaktmotoren.

## Leben
Nach dem Besuch der Volksschule ging Walter Kaaden zur Auto Union AG nach Zschopau und machte dort vom 4. April 1934 bis 3. April 1937 eine Lehre als Schlosser. Neben der Ausbildung bei der Auto Union besuchte er von Ostern 1934 bis Ostern 1937 die Städtische Gewerbeschule Zschopau. Unmittelbar nach seiner Lehrzeit arbeitete er bei der Auto Union in Zschopau vom 1. April 1937 bis 30. September 1938 als Schlosser. Vom 4. Oktober 1938 bis 29. Juli 1940 studierte er an der Staatlichen Höheren Maschinenbauschule in Chemnitz an der Abteilung für Maschineningenieure. Das Studium schloss Kaaden mit Zeugnis vom 29. Juli 1940 ab.
Während des Zweiten Weltkrieges arbeitete Kaaden u. a. mit an der Entwicklung der Henschel Hs 293 und der Messerschmitt Me 262. Nach dem Krieg machte sich Kaaden mit einer Holzhandlung selbständig. 1949 stieg er mit einer DKW RT 100 in den Geländesport ein. 1952 nahm Kaaden mit einem selbst gebauten Motorrad an Straßenrennen teil. Im Auspuff hatte er Prallbleche zur Resonanzwellenverstärkung eingebaut. Damit erweckte er das Interesse von Alfred Liebers, dem damaligen Technischen Direktor des VEB Motorradwerk Zschopau. Liebers stellte Kaaden ein, um eine Motorrad-Rennabteilung aufzubauen.
Ausgehend von einem Zweitaktmotor mit Einlassdrehschieber begann Walter Kaaden systematisch mit der Erforschung zur Leistungssteigerung dieser Motorbauart. Kaaden fand heraus, dass die Nutzung von Resonanzwellen des Auspufftraktes zu einer wesentlichen Leistungssteigerung führt und entwickelte den Resonanzauspuff.
Im Jahr 1958 erreichte Horst Fügner den zweiten Platz in der 250-cm³-Klasse der Motorrad-Weltmeisterschaft, 1959 wurde Gary Hocking bei den 250ern und 1961 Ernst Degner bei den 125ern jeweils Vizeweltmeister. Kaaden blieb bis zur Schließung 1977 in der Rennabteilung von MZ und ging dann in die Geländesportabteilung, wo er bis 1985 arbeitete. Er blieb auch danach noch Mitglied der FIM.
Für seine Verdienste wurde Walter Kaaden 1958 als Verdienter Techniker des Volkes und 1965 mit dem Vaterländischen Verdienstorden ausgezeichnet. Außerdem wurde er zum Ehrenmitglied des Präsidiums des ADMV ernannt.